# Hemihyalea edwardsii
Hemihyalea edwardsii là một loài bướm đêm thuộc phân họ Arctiinae, họ Erebidae.